# William Mahony
William Mahony (Canadá, 16 de septiembre de 1949) es un nadador canadiense retirado especializado en pruebas de estilo libre y estilo braza, donde consiguió ser medallista de bronce olímpico en 1972 en los 4 x 100 metros estilos.

## Carrera deportiva
En los Juegos Olímpicos de Múnich 1972 ganó la medalla de bronce en los 4 x 100 metros estilos (nadando el largo de braza), con un tiempo de 3:52.26 segundos, tras Estados Unidos (oro) y Alemania Oriental (plata), siendo sus compañeros de equipo los nadadores: Erik Fish, Bruce Robertson y Robert Kasting.